# إبراهيم دياب الأول

الخوري إبراهيم دياب الأول والثاني: تطوّع لخدمة المرضى بوباء الطاعون في نيحا الشوف.
وقد توفي هناك واعتبره السكان قديساً.
وهناك أيضا كاهن آخر يحمل الاسم عينه.
تعلم في مدرسة عين ورقة وأنهى فيها دروسه سنة 1860، ورُسّم كاهنا في كنيسة مار يوسف الحكمة بيروت بتاريخ 7 آذار مارس 1881على يد المطران بطرس البستاني.
وبدّل اسمه في الكهنوت من طانيوس إلى إبراهيم.
سمح له أن يقيم القداس في منزله سنة 1884 بعدما توفيت زوجته ونظراً لضيق مساحة الكنيسة القديمة ولعدم اكتمال الكنيسة الجديدة التي كان قد أطلق مشروع بنائها سنة 1866 على أثر زيارة قام بها مطران الأبرشية إلى المنطقة.